# Gabriel Fauré
Gabriel Urbain Fauré (Pamiers, Francia, 12 de mayo de 1845-París, 4 de noviembre de 1924) fue un compositor, pedagogo, organista y pianista francés. Fauré es considerado uno de los compositores franceses más destacados de su generación y su estilo musical influyó en muchos compositores del siglo XX. Entre sus obras más conocidas destacan la Pavana, el Réquiem, los nocturnos para piano y las canciones «Après un rêve» y «Clair de lune». Aunque sus composiciones más conocidas y accesibles para el gran público son generalmente las de sus primeros años, Fauré compuso gran parte de sus obras más apreciadas por los críticos al final de su carrera, en un estilo armónica y melódicamente más complejo.
Nació en una familia culta, pero sin particular afición musical, y demostró su talento para la composición cuando apenas era un niño. Fue enviado a la École Niedermeyer, donde se formó para ser organista de iglesia y director de coro. Entre sus mentores se encontraba Camille Saint-Saëns, quien se convirtió en su amigo de por vida. Tras graduarse en 1865, Fauré se ganaba la vida de forma modesta como organista y maestro, lo que le dejaba poco tiempo para componer. 
Cuando alcanzó el éxito y ocupó los importantes cargos de organista de la iglesia de la Madeleine y director del Conservatorio de París, apenas tenía tiempo para componer; durante las vacaciones de verano, se retiraba al campo para dedicarse a dicha tarea. En sus últimos años, Fauré fue reconocido en Francia como el compositor francés más importante de su época. 
En 1922 se le rindió un homenaje musical nacional sin precedentes en París, encabezado por el entonces presidente Alexandre Millerand. Fauré tenía algunos admiradores en Inglaterra, pero su música, si bien era conocida en otros países, tardó décadas en ser ampliamente aceptada. 
Su legado ha sido descrito como el enlace entre el final del Romanticismo con el Modernismo del segundo cuarto del siglo XX. Cuando nació, Frédéric Chopin aún componía, y en el momento de su fallecimiento, se escuchaban estilos como el jazz y la música atonal de la Segunda Escuela de Viena. El Grove Dictionary of Music and Musicians, que lo describe como el compositor más avanzado de su generación en Francia, indica que sus innovaciones armónicas y melódicas influyeron en la enseñanza de la armonía musical en generaciones venideras. Contrastando con el encanto de sus primeras obras, sus últimas composiciones, escritas cuando su sordera era cada vez mayor, son consideradas imprecisas y de carácter introvertido y, en otras ocasiones, agitadas y apasionadas.

## Biografía

### Primeros años
Gabriel Urbain Fauré nació en Pamiers, en el departamento de Ariège, Francia, el 12 de mayo de 1845, siendo el quinto de los seis hijos que tuvo el matrimonio entre Toussaint-Honoré Fauré (1810-85) y Marie-Antoinette-Hélène Lalène-Laprade (1809-1887). Según el biógrafo Jean-Michel Nectoux, la familia Fauré —pronunciado «Faoure» en el dialecto local— databa del siglo XIII en esa parte de Francia. Miembros de la familia fueron anteriormente terratenientes importantes, pero hacia el siglo XIX sus medios económicos se redujeron. El abuelo paterno del compositor, Gabriel, era un carnicero cuyo hijo se convirtió en maestro de escuela. En 1829, los padres de Fauré contrajeron matrimonio. Su madre era la hija de un miembro menor de la nobleza. Gabriel fue el único de los seis hijos del matrimonio que mostró talento musical. Sus cuatro hermanos realizaron sus carreras en el periodismo, la política, el ejército y la administración pública, y su hermana tuvo una vida tradicional como esposa de un funcionario público.
Lo enviaron a vivir con una nodriza hasta que alcanzó la edad de cuatro años. En 1849, su padre obtuvo el puesto de director de la Escuela Normal de Foix, en el barrio de Montgauzy, lo que permitió a Fauré regresar a vivir con su familia. Había una capilla adjunta a la escuela, en la que el joven Fauré pasaba horas tocando el armonio: 

Crecí, siendo un niño tranquilo de buen comportamiento, en un área de gran belleza [...] Pero la única cosa que realmente recuerdo es el armonio en aquella pequeña capilla. Cada vez que podía salirme corría hacia allí y me entretenía [...] Tocaba atrozmente [...] sin ningún método, completamente sin técnica, pero recuerdo que estaba feliz; y si eso es lo que significa tener vocación, entonces es una cosa muy agradable.

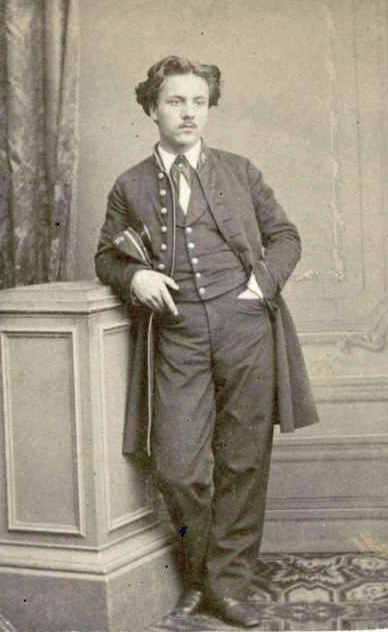
Gabriel Fauré en 1864, con el uniforme de la Escuela Niedermeyer de París.

Fauré recordaba que en la capilla una anciana ciega le dio consejos básicos. Pero la escuela normal tenía un piano y sus alumnos recibían rudimentos de formación musical, por lo que es muy probable que alguien de la escuela le enseñase cómo colocar los dedos en el teclado. Años más tarde, el profesor de música Bernard Delgay reivindicó haber sido el primer profesor de música de Fauré. En 1853, Dufaur de Saubiac, un funcionario de la Asamblea Nacional de Francia, escuchó a Fauré y le aconsejó a su padre enviarlo a la Escuela de música que Louis Niedermeyer estaba estableciendo en París. Después de reflexionar durante un año, el padre de Fauré accedió y llevó al niño, que entonces tenía 9 años de edad, a París en octubre de 1854.
Fauré continuó como alumno en la escuela durante once años, durante los cuales estuvo sostenido económicamente por una beca concedida por el obispo de su diócesis. El régimen de la escuela era austero, los cuartos lúgubres, la comida mediocre y los jóvenes estaban obligados a vestir un elaborado uniforme. La enseñanza musical, sin embargo, era excelente. Bajo Niedermeyer, el plan de estudios estaba centrado en la música religiosa, con tal de producir organistas, maestros de capilla y directores de coro competentes, centrados en la música sacra. Fauré recibió lecciones de los siguientes profesores: Clément Loret, de órgano; Pierre-Louis Dietsch, de armonía; Xavier Wackenthaler, de contrapunto y fuga; mientras que las clases de piano, canto llano y composición recayeron sobre el propio Niedermeyer.
Tras el fallecimiento de Niedermeyer en marzo de 1861, fue Camille Saint-Saëns quien ocupó su lugar a cargo de los estudios de piano e introdujo la música contemporánea, incluyendo obras de Robert Schumann, Franz Liszt y Richard Wagner. Más adelante, Fauré recordaría el papel que tuvo en su carrera musical: 

Dejando que el tiempo de clase se extendiera más de lo estipulado, se iba al piano y nos revelaba aquellas obras de los maestros a las que no teníamos acceso por el rigor de la naturaleza clásica de nuestro programa de estudios y que, además, en aquellos años tan lejanos, se conocían poco [...] Por aquel entonces contaba con 15 o 16 años, y de esa época data el apego casi filial [...] la inmensa admiración, la gratitud incesante que he tenido por él, durante toda mi vida.

Saint-Saëns seguía con entusiasmo el progreso del joven Fauré, ayudándolo cada vez que podía. Nectoux afirma que en cada etapa de la carrera de Fauré «la influencia que Saint-Saëns ejerció puede darse por sentado». La íntima amistad entre ambos duró hasta la muerte de Saint-Saëns seis décadas más tarde. Fauré ganó múltiples premios en la escuela, incluido el premiers prix por la composición de Cantique de Jean Racine, Op. 11, el primero de sus trabajos corales en formar parte de su repertorio habitual. Dejó la escuela en julio de 1865 como Laureat en órgano, piano, armonía y composición y con un diploma como Maître de Chapelle.

### Primeros cargos musicales

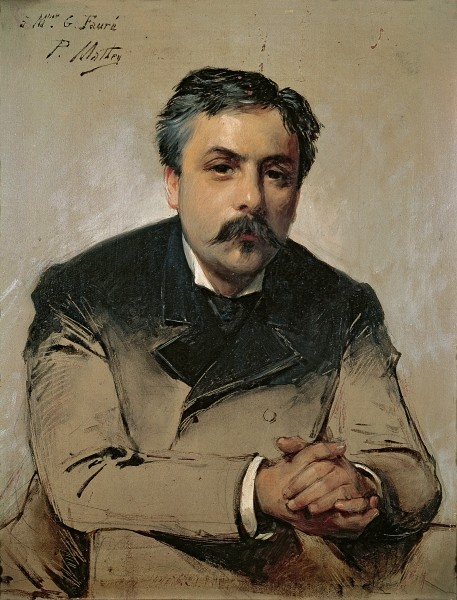
Retrato de Fauré (c. 1870) hecho por Paul Mathey (1844-1929)

Al salir de la École Niedermeyer, Fauré fue nombrado jefe organista de la iglesia de Saint-Sauveur, en Rennes, Bretaña. Asumió el cargo en 1866. Durante sus cuatro años allí, se dedicó también a instruir a alumnos privados a quienes dio «innumerables lecciones de piano». Debido a la insistencia regular de Saint-Saëns continuó componiendo, pero ninguna de sus obras de dicho periodo se conserva. No obstante, Fauré se aburría en Rennes y tenía una relación difícil con el párroco, quien dudaba de la convicción religiosa de Fauré. A Fauré regularmente se le veía escabullirse en los sermones para fumar un cigarrillo y, a principios de 1870, cuando un domingo llegó para tocar en misa todavía ataviado en traje de gala por haber estado toda la noche en un baile, exigieron su dimisión. Al poco tiempo, con la discreta intercesión de Saint-Saëns, obtuvo el puesto de ayudante de organista en la iglesia de Notre-Dame de Clignancourt, ubicada al norte de París. Allí permaneció sólo unos pocos meses. Después del estallido de la guerra franco-prusiana, se presentó voluntariamente para el servicio militar. Tomó parte en el sitio de París y luchó en Le Bourget, Champigny y Créteil. Fue condecorado con la Croix de Guerre.
Después de la derrota de Francia por parte de Prusia, hubo un breve y sangriento conflicto en París de marzo a mayo de 1871, durante la Comuna. Fauré escapó a Rambouillet, donde vivía uno de sus hermanos, y luego viajó a Suiza donde fue profesor en la École Niedermeyer, que se había reubicado temporalmente en ese país para evitar la violencia en París. Su primer alumno en el colegio fue André Messager, quien se convertiría en un amigo de por vida y ocasional colaborador suyo. Las composiciones de Fauré de este período no reflejaron abiertamente la agitación y el derramamiento de sangre. Algunos de sus colegas, entre los que se incluyen Saint-Saëns, Charles Gounod y César Franck escribieron y publicaron elegías y odas patrióticas. Fauré no fue partidario de esta idea, no obstante, de acuerdo con su biógrafa Jessica Duchen, «su música adquirió una atmósfera más sombría y pesimista, un sentido de tragedia con tonos oscuros [...] apreciable sobre todo en sus canciones de este período, como L'Absent, Seule! y La Chanson du pêcheur».
Cuando Fauré volvió a París en octubre de 1871, fue nombrado maestro de coro en la iglesia de Saint-Sulpice, bajo la dirección del compositor y organista Charles-Marie Widor. En el ejercicio de sus funciones, escribió varios cánticos y motetes, algunos de los cuales han sobrevivido. En algunos servicios, Widor y Fauré improvisaban simultáneamente en dos órganos de la iglesia, intentando alcanzarse el uno al otro con repentinos cambios de clave. Fauré asistía regularmente a los salones musicales que organizaba Saint-Saëns y Pauline Viardot-García, a quien el propio Saint-Saëns le presentó.
Fue miembro fundador de la Société Nationale de Musique, formada en febrero de 1871 bajo la presidencia conjunta de Romain Bussine y Saint-Saëns, con el fin de promover la nueva música francesa. Otros miembros que participaron fueron Georges Bizet, Emmanuel Chabrier, Henri Duparc, Vincent d'Indy, César Franck, Édouard Lalo y Jules Massenet. Fauré llegó a ser secretario de la sociedad en 1874. Muchas de sus obras se presentaron por primera vez en los conciertos de la sociedad.

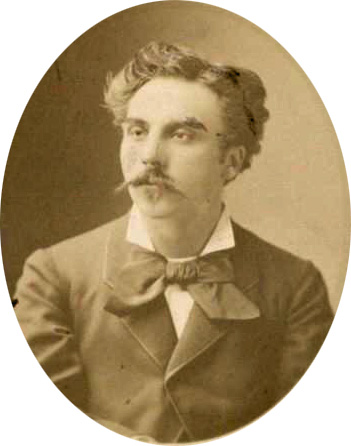
Fauré c. 1875

En 1874, Fauré se mudó de Saint-Sulpice a la iglesia de la Madeleine como suplente del organista principal, Saint-Saëns, ante las numerosas ausencias de este cuando se encontraba de gira de conciertos. Algunos admiradores de la música de Fauré lamentaron el hecho de que, aunque se dedicó profesionalmente al órgano durante cuatro décadas, no dejó composiciones para el instrumento solista. Saint-Saëns comentó que Fauré «era un organista de primera clase cuando se lo proponía», y era reconocido por sus improvisaciones. Sin embargo, prefería el piano sobre el órgano, el cual sólo tocaba porque le proveía ingresos regulares.
Según Nectoux, los Clerc fueron la familia comprensiva que Fauré no tuvo durante su estancia en la escuela de Niedermeyer. Camille Clerc, ingeniero por la École polytechnique, durante el verano organizaba conciertos privados a los que asistían importantes músicos como Joseph Hollmann, Gustav Friedrich y Hubert Léonard, y el propio Fauré. Este tipo de eventos no estaban sólo reservados para músicos, sino también para otro tipo de personas de renombre aun sin ser profesionales de la música. Esta área de influencia le permitió a Fauré conseguir múltiples recomendaciones en eventos musicales, lo que le estimuló y le brindó más experiencia en su trabajo. 
1877 fue un año importante para Fauré, tanto a nivel personal como profesional. En enero, se interpretó su primera sonata para violín en un concierto en la Société Nationale con gran éxito, lo que marcó un punto decisivo en su trayectoria como compositor a los 39 años. Nectoux considera la pieza como la primera obra maestra del compositor. En marzo, Saint-Saëns se jubiló de su puesto en la Madeleine y le sucedió como organista Théodore Dubois, en aquel entonces maestro de coro; Fauré ocupó el cargo que Dubois dejaba. En julio, Fauré se comprometió con la hija de Pauline Viardot-García, Marianne, de quien estaba profundamente enamorado. Por razones no del todo claras, su prometida rompió el compromiso en noviembre de ese año, causándole a él una gran tristeza. Intentando distraer a Fauré, Saint-Saëns lo llevó a Weimar y lo presentó a Franz Liszt. Esta visita despertó el interés del músico por viajar al extranjero, lo cual continuaría haciendo por el resto de su vida. Desde 1878, Fauré y Messager se embarcaron en viajes fuera del país para ir a ver óperas de Wagner. Vieron obras tales como El oro del Rin y La valquiria en Oper Köln, el ciclo completo El anillo del nibelungo en la Ópera Estatal de Baviera en Múnich y en Her Majesty's Theatre en Londres; así como también Los maestros cantores de Núremberg en Múnich y en Bayreuth, donde también vieron Parsifal. A menudo Fauré y Messager interpretaban para animar las fiestas el irreverente Souvenirs de Bayreuth, compuesta por ambos en 1878. Esta pequeña y caprichosa pieza musical de piano a cuatro manos parodia temas de El anillo del nibelungo. Fauré admiraba a Wagner y se mostraba familiarizado con los más pequeños detalles de su música, pero fue uno de los pocos compositores de su generación que no se vieron influidos por la obra de este.

### Años medios

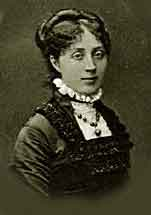
Marie Fremiet, esposa de Fauré

En 1883, Fauré se casó con Marie Fremiet, la hija del notable escultor Emmanuel Frémiet. Si bien el matrimonio era afectivo, Marie se mostraba resentida por las constantes ausencias de Fauré, su vida doméstica —horreur du domicile— y sus amoríos, mientras ella permanecía en casa. Relatos de la época afirman que Fauré era extremadamente atractivo para las mujeres. En palabras de Duchen, «sus conquistas fueron legión en los salones de París». En 1892, se le relacionó sentimentalmente con la cantante Emma Bardac, quien fue su inspiración para su ciclo La bonne chanson, Op. 61. A este amorío le siguió probablemente una relación con la compositora Adela Maddison. En 1900, Fauré conoció a la pianista Marguerite Hasselmans, hija de Alphonse Hasselmans. A partir de entonces, ambos estuvieron comprometidos en una relación que duraría el resto de la vida de Fauré; él la mantenía en un apartamento en París y ella se comportaba abiertamente como su amante y ama de casa.

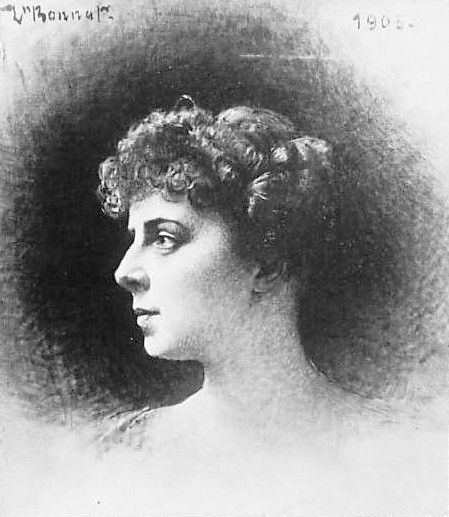
La cantante Emma Bardac, con la que se relacionó sentimentalmente a Fauré

Aunque Fauré valoraba a Marie como amiga y confidente, escribiéndole a menudo —a veces a diario— cuando estaba fuera de casa, ella no compartía su naturaleza apasionada, que encontraba satisfacción en otra parte. Fauré y su esposa tuvieron dos hijos. El primero, nacido en 1883, Emmanuel Fauré-Fremiet —Marie insistió en la combinación de su apellido con el de Fauré—, se convirtió en un biólogo de prestigio internacional. El segundo hijo, Philippe, nacido en 1889, se convirtió en escritor. Sus obras incluyen historias, obras de teatro y biografías de su padre y su abuelo.
Para apoyar económicamente a su familia, Fauré pasó algún tiempo trabajando en la iglesia de la Madeleine y dando clases de piano y de armonía. Sus composiciones le reportaron una cantidad insignificante de dinero, debido a que su editor las compraba por 60 francos cada una y Fauré no obtenía derechos de autor por su uso. En este período, Fauré escribió una gran cantidad de obras, entre las cuales se incluyen piezas y canciones para piano; sin embargo, las destruía después de interpretarlas unas cuantas veces y solo conservaba unos cuantos movimientos para reutilizar los motivos. Entre las obras de este periodo que sobrevivieron se encuentran el Requiem, comenzado en 1887 y revisado y expandido por varios años hasta su versión final de 1901. Después de su primera representación, en 1888, el párroco le dijo al compositor: «No necesitamos estas innovaciones: el repertorio de la Madeleine es lo suficientemente rico».
Cuando era joven, Fauré era muy feliz; un amigo suyo mencionó en un escrito su «alegría jovial, algo infantil». No obstante, cuando tenía unos 30 años, su amorío fallido aunado a su poco éxito como compositor posiblemente derivaron en ataques depresivos, que él mismo describió como «malhumor». En 1890, un prestigioso y remunerado encargo de escribir una ópera con letra de Paul Verlaine se vio truncado por la incapacidad del poeta al estar borracho para entregar un libreto. Fauré se sumió en una depresión tan profunda que sus amigos estuvieron muy preocupados por su salud. En 1891, Fauré viajó a Venecia, Italia, invitado por la mecenas estadounidense Winnaretta Singer, que luego sería conocida como la princesa Edmond de Polignac, a su palacio en el Gran Canal. Recuperó el ánimo y comenzó a componer de nuevo, escribiendo la primera de sus cinco Mélodies de Venise, con letra de Verlaine, cuya poesía seguía admirando a pesar de la debacle de la ópera.

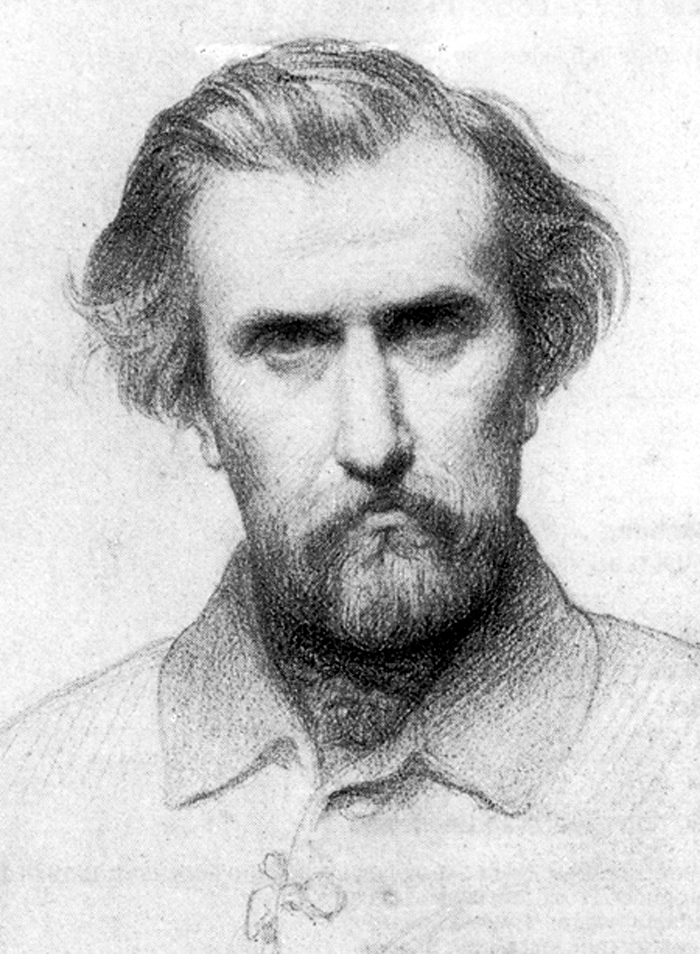
Ambroise Thomas calificaba como «peligrosamente moderno» a Fauré para encabezar el Conservatorio

Durante este tiempo, o un poco después, comenzó el enlace de Fauré con Emma Bardac; en palabras de Duchen, «por primera vez, a sus cuarenta y tantos años, experimentó que le correspondían, una relación apasionada que se extendió durante varios años». Sus principales biógrafos coinciden en que este suceso inspiró una explosión de creatividad y una nueva originalidad en su música, lo que se ejemplifica en el ciclo musical La bonne chanson. Fauré escribió la suite Dolly para piano a cuatro manos entre 1893 y 1896 y se lo dedicó a la hija de Bardac, Hélène, también conocida como «Dolly». Algunas personas sospecharon que el padre de Dolly era el propio Fauré, pero sus biógrafos, incluso Nectoux y Duchen, no comparten esa misma idea: la relación de Fauré con Emma Bardac se cree que comenzó justo después de que Dolly naciera, aunque no hay pruebas concluyentes en cualquier caso.
Durante la década de 1890, la situación de Fauré mejoró. Cuando Ernest Guiraud, profesor de composición en el Conservatorio de París, murió en 1892, Saint-Saëns le alentó a presentarse al puesto vacante. Los más influyentes en el Conservatorio consideraron a Fauré como peligrosamente moderno y su director, Ambroise Thomas, rehusó darle el puesto al declarar: «¿Fauré? ¡Jamás! Si él es elegido, yo renuncio». A pesar de ello, Fauré resultó elegido, pero para otro puesto ocupado por el fallecido Guiraud: inspector de los conservatorios de música en las provincias francesas. Aunque los viajes prolongados a lo largo de todo el país que el trabajo le demandó le desagradaban, también le proporcionaron un ingreso estable y le permitieron dejar de dar clases a estudiantes aficionados.
En 1896, Ambroise Thomas murió y Théodore Dubois asumió la dirección del Conservatorio. Fauré reemplazó a su vez a este último como organista jefe de la Madeleine. La elección de Dubois tuvo más repercusiones: Jules Massenet, profesor de composición en el Conservatorio, esperaba reemplazar a Thomas en su puesto, pero había excedido la confianza de todos al insistir en asumir el cargo de por vida. Por lo tanto, su solicitud fue rechazada y se optó por elegir a Dubois para el puesto, tras lo cual Massenet renunció enfurecido. Fauré asumió la vacante de profesor de composición. Como tal, instruyó a varios compositores jóvenes como Maurice Ravel, Florent Schmitt, Charles Koechlin, Louis Aubert, Jean Roger-Ducasse, George Enescu, Paul Ladmirault, Alfredo Casella y Nadia Boulanger. Desde la perspectiva de Fauré, sus alumnos necesitaban una base firme en habilidades básicas, así que delegó esta responsabilidad con felicidad a su asistente André Gedalge. La función de Fauré venía luego cuando debía ayudar a sus estudiantes a utilizar esas habilidades de una manera que se adaptaran a los talentos individuales de cada uno. Al respecto, Roger-Ducasse escribió: «Asumiendo lo que fuera en lo que estuviesen trabajando los alumnos, él evocaría las reglas de la forma a mano [...] y se referiría a ejemplos, siempre de los maestros». Ravel nunca olvidó la mentalidad abierta de Fauré como maestro. Tras recibir el Cuarteto para cuerdas de Ravel con poco de su habitual entusiasmo, Fauré le pidió unos días después el manuscrito para volver a verlo y comentó: «Podría haberme equivocado». El musicólogo Henri Prunières escribió a su vez: «Lo que Fauré desarrolló en sus alumnos fue una sensibilidad armónica, exquisita, el amor de las líneas puras, de modulaciones inesperadas y coloridas; pero nunca les reconoció por componer acorde a su estilo y esa es la razón por la que todos ellos buscaron sus propios caminos en muchas direcciones, a menudo, opuestas».
Las obras de Fauré en los últimos años del siglo XIX incluyeron música incidental para el estreno inglés de la obra de teatro Pelléas et Mélisande (1898) de Maurice Maeterlinck, con título homónimo, y de Prométhée, una tragedia lírica compuesta para el anfiteatro en Béziers. La obra, escrita para actuaciones al aire libre, está compuesta para enormes elencos instrumentales y vocales. Su estreno, en agosto de 1900, fue un gran éxito, a tal grado que se repitió en Béziers al año siguiente y en París en 1907. En mayo de 1917, se produjo una versión orquestada para elencos de tamaño habitual en teatros de ópera para la Ópera de París. Tras esto, se realizaron más de cuarenta actuaciones en París. De 1903 a 1921, Fauré escribió con regularidad críticas musicales para el diario Le Figaro, rol en el cual no se sentía cómodo. Su biógrafo Jean-Michel Nectoux consideró que la bondad y la mentalidad abierta naturales de Fauré lo predisponían a enfocarse en los aspectos positivos de una obra.

### Director del Conservatorio de París

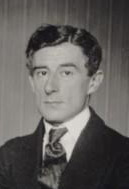
Maurice Ravel fue alumno de Gabriel Fauré en el Conservatorio de París

En 1905, se suscitó un escándalo en los círculos musicales franceses en torno al principal galardón musical en Francia, el Premio de Roma. Se cree que algunos miembros reaccionarios del Conservatorio le negaron de forma injusta el premio a Maurice Ravel, alumno de Fauré. Lo cierto es que la candidatura de Ravel para el Premio de Roma se rechazó hasta en cinco ocasiones. Ante las numerosas críticas hechas a Dubois, este se vio obligado a renunciar. Fauré ocupó su cargo en el Conservatorio. Con el apoyo del gobierno francés, realizó una serie de cambios en la administración y el currículo. Introdujo jueces externos independientes al organismo, que tomarían parte en las decisiones correspondientes a las admisiones, exámenes y competencias, un cambio que enfureció a algunos miembros del profesorado que habían dado un trato especial a sus alumnos privados. Muchos de ellos renunciaron a su cargo al verse privados de sus considerables ingresos extraordinarios. Ante las modificaciones en el currículo, Fauré comenzó a ser visto como el «revolucionario equitativo», siendo apodado «Robespierre» por miembros descontentos de la vieja guardia. Asimismo, modernizó y amplió el rango de la música impartida en el Conservatorio. Tal y como Nectoux argumenta: «Donde alguna vez habían reinado Auber, Halévy y especialmente Meyerbeer [...] fue posible cantar ahora un aria de Rameau o incluso algo de Wagner —que hasta ese entonces era un nombre prohibido dentro de los muros del Conservatorio—». Con todo esto, el repertorio abarcó desde la polifonía renacentista hasta la obra de Claude Debussy.
La nueva posición de Fauré le reportó una mayor estabilidad económica, además de ser más reconocido como compositor en Europa. Sin embargo, la dirección del Conservatorio le dejó sin tiempo para la composición en contraste a cuando llevaba una vida como organista y maestro de piano. Tan pronto como el año laboral terminó, en los últimos días de julio, salió de París y pasó casi dos meses, hasta principios de octubre, en un hotel, ubicado cerca de los lagos suizos, para concentrarse en la composición. Algunas obras que datan de este periodo incluyen su obra lírica Pénélope, así como también algunas de sus canciones más características por ejemplo, el ciclo La chanson d'Ève, Op. 95, completada en 1910, y piezas de piano —Nocturnos n.º 9-11; Barcarolas n.º 7-11, escritas entre 1906 y 1914—.

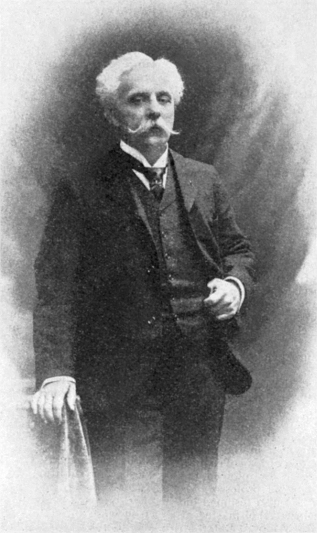
Fauré alrededor de 1900

En 1909, se le nombró miembro del Instituto de Francia. Su suegro y Saint-Saëns, ambos miembros del Instituto desde hacía tiempo, hicieron una fuerte campaña en su favor y al final el músico ganó las votaciones por un estrecho margen, con 18 votos frente a 16 del otro candidato, Charles-Marie Widor. Ese mismo año, un grupo de compositores liderados por Ravel y Koechlin rompieron con la Société Nationale de Musique, la cual, bajo la presidencia de Vincent d'Indy, había adoptado ideales reaccionarios. A causa de esto, formaron un nuevo grupo: la Société Musicale Indépendante, de la cual Fauré aceptó la presidencia. Siendo su única y principal preocupación el impulso de la nueva música, permaneció como miembro de la vieja sociedad y continuó manteniendo una buena relación con d’Indy. En 1911, Fauré supervisó el traslado del Conservatorio a unas nuevas instalaciones en la rue de Madrid. Durante este periodo, Fauré desarrolló problemas de oído y gradualmente perdió el sentido del oído. El sonido no solo se volvió más débil, sino que también era distorsionado, así que los tonos altos y bajos de su rango audible sonaban como otros tonos. Hizo esfuerzos para disimular su dificultad, pero al final fue forzado a abandonar su cargo como profesor.
A principios de siglo, la música de Fauré empezó a introducirse en Gran Bretaña y, con menor alcance, en Alemania, España y Rusia. Visitaba con frecuencia Inglaterra, donde se le invitó a tocar en el Palacio de Buckingham en 1908, lo que le abrió muchas puertas en Londres y otros lugares. Estuvo presente en el estreno de la Primera Sinfonía de Edward Elgar también en ese año, y luego cenó con él. Más tarde, Elgar escribiría una carta a su amigo Frank Schuster donde le diría que «Fauré era un verdadero caballero —de la mejor clase de hombre francés— y lo admiré extremadamente». Elgar intentó poner el Réquiem de Fauré en el Three Choirs Festival, pero no lo logró hasta que finalmente tuvo su estreno inglés en 1937, casi cincuenta años después de su primera interpretación en Francia. Compositores provenientes de otros países también estimaban y admiraban a Fauré. Piotr Ilich Chaikovski lo calificaba como «adorable», Isaac Albéniz y Fauré fueron amigos y corresponsales por muchos años, Richard Strauss le pedía consejos, y, en los últimos años del compositor, un joven Aaron Copland se convirtió en su fiel admirador.
El estallido de la Primera Guerra Mundial sorprendió a Fauré en Alemania, a donde había acudido para pasar su retiro anual dedicado a la composición. Logró salir de Alemania para asentarse en Suiza, desde donde pudo trasladarse a París. Permaneció en Francia hasta el final de la guerra. Cuando un grupo de músicos franceses liderados por Saint-Saëns intentaron organizar un boicot de la música alemana, Fauré y Messager se desvincularon de la idea, aunque el desacuerdo no afectó a su amistad con Saint-Saëns. Fauré no reconocía el nacionalismo en la música, viendo en su arte «un lenguaje que pertenece a un país tan por encima de todos los demás que se arrastra cuando ha de expresar los sentimientos o rasgos individuales que pertenecen a una nación en particular». Sin embargo, era consciente de que su música era más respetada que querida en Alemania. En enero de 1905, al visitar Fráncfort del Meno y Colonia para ofrecer conciertos de su música, Fauré escribió: «Las críticas de mi música han sido un poco frías, ¡pero a la vez muy educadas! No hay duda al respecto, lo francés y lo alemán son dos temas diferentes».

### Últimos años y legado

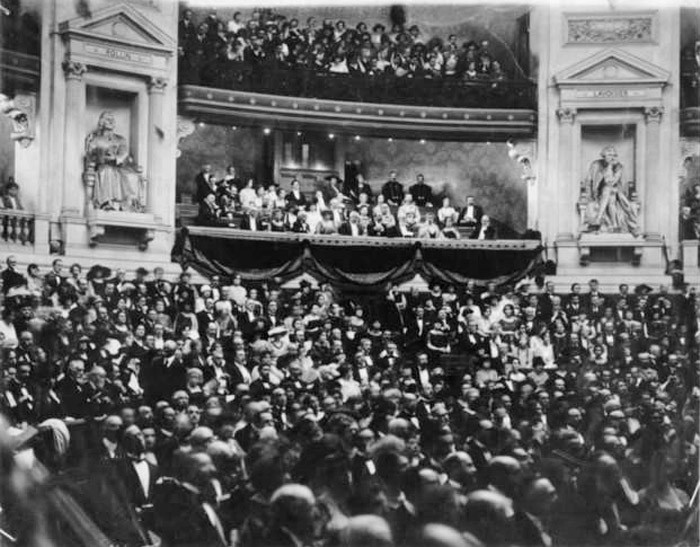
Homenaje nacional a Fauré en 1922. Fauré y el presidente Alexandre Millerand están situados entre las dos estatuas

En 1920, a la edad de 75 años, Fauré se retiró del Conservatorio debido a su creciente sordera y a su debilidad física. Ese mismo año, obtuvo la Gran Cruz de la Legión de Honor, un reconocimiento rara vez concedido a un músico. En 1922, se le rindió públicamente un homenaje nacional a cargo del presidente de la República, Alexandre Millerand, descrito en The Musical Times como «una espléndida celebración en La Sorbona, en donde participaron los más ilustres artistas franceses, lo cual le dio mucha alegría. Se trató de un espectáculo conmovedor: el de un hombre presente en un concierto de su propia obra e incapaz de escuchar una sola nota. Se quedaba mirando pensativo y, a pesar de todo, mostraba agradecimiento y satisfacción». Ese mismo año fue invitado a los Grémys celebrados en Villa Frya, donde le confió a su esposa sentir que vivía la «vida de un perezoso». Asimismo, en esta época se publicó una nota por el Excelsior titulada «Mon père» donde el propio Fauré recordaba cómo se había adentrado en el mundo de la música:

[...] Fue sorprendente descubrir mis tendencias hacia la música puesto que nadie de mi familia era en sí un músico. El talento se mostró ante mí cuando apenas tenía diez años, y en una etapa tan temprana no significaba una preocupación sobre cualquier efecto posible en mi futuro. Tiempo después quizá surgieron dudas sobre la elección de la música como carrera. De cualquier forma, mi padre se encontraba indeciso —yo era el sexto de sus hijos— y él no podría permitirse el lujo de tomar riesgos.
Excelsior. «Mon père», 12 de junio de 1922.

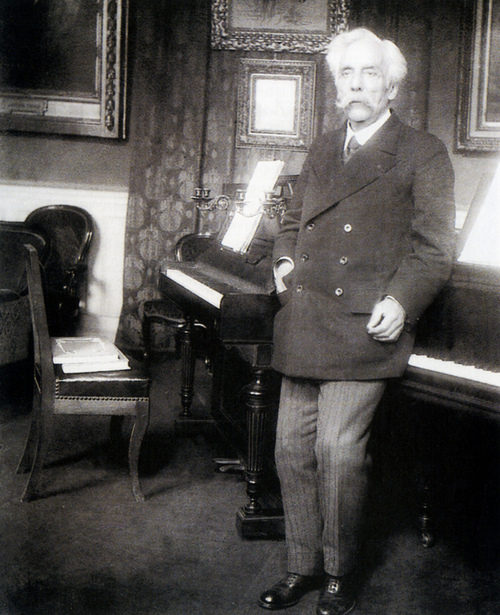
Fauré en sus últimos años de vida

Fauré estuvo delicado de salud en sus últimos años, en parte por su tabaquismo. Aun así, mostró disposición para ayudar a jóvenes compositores, entre ellos algunos miembros de Les Six, que eran sus seguidores. Respecto a esta etapa de su vida, Nectoux describe: «En su vejez logró una cierta serenidad, sin perder en absoluto su notable vitalidad espiritual, aunque apartado del sensualismo y la pasión de los trabajos que escribió entre 1875 y 1895». De igual forma, sostuvo que su humor decrecía notablemente, como si estuviese adoptando un poco el estilo melódico de Wagner. Sabía que pronto moriría, por lo que en una carta dirigida a su esposa escrita en octubre de 1924 Fauré concluía diciendo:

Cuando regrese a París, pasaré un pequeño tiempo de cada día dándote cada uno de mis bocetos, borradores y todo lo sobrante que, tras mi muerte, no quiero que sobrevivan, así que puedes quemarlo todo. Mientras he estado enfermo, me he dado cuenta que es algo que de verdad necesito hacer. Así que ayúdame a realizarlo.

En sus últimos meses, Fauré se esforzó por completar un cuarteto de cuerda. Veinte años antes, Ravel le había dedicado su Cuarteto para cuerdas. Ravel y otros instaron a Fauré para componer uno propio. Se negó durante muchos años, con el argumento de que era demasiado difícil. Cuando por fin se decidió a escribirlo, lo hizo con temor, le dijo a su esposa: «He comenzado un cuarteto de cuerdas, sin piano. Este es un género que Beethoven, en particular, hizo famoso, y hace que todas las personas que no son Beethoven estén aterrorizadas de él». Trabajó en la obra durante un año y la finalizó el 11 de septiembre de 1924, menos de dos meses antes de su muerte, trabajando largas horas hacia el final para completarla. Su obra Cuarteto de cuerdas, Op. 121, se estrenó de manera póstuma en 1925. Se negó a una oferta para que la interpretaran en privado para él en sus últimos días, ya que su audición se había deteriorado hasta el punto de que los sonidos musicales estaban horriblemente distorsionadas en su oído.
Fauré murió en París a causa de una neumonía el 4 de noviembre de 1924, a los 79 años de edad. Tuvo un funeral de Estado en la iglesia de la Madeleine y su cuerpo fue sepultado en el cementerio de Passy en París. 
Tras la muerte del músico, el Conservatorio volvió a su antiguo conservadurismo, donde su práctica armónica constituiría el máximo límite de modernidad, una barrera que los estudiantes no debían cruzar. Su sucesor, Henri Rabaud, director del Conservatorio desde 1922 hasta 1941, declaró que «el modernismo es el enemigo». La generación de estudiantes nacidos en el período de entreguerras rechazaron esta premisa obsoleta, por lo que se inclinaron por Béla Bartók, por la Segunda Escuela de Viena y por las últimas obras de Ígor Stravinski.
En 1945, en un homenaje para conmemorar el centenario de su nacimiento, la musicóloga Leslie Orrey escribió en The Musical Times: «Más profundo que Saint-Saëns, más variado que Lalo, más espontáneo que d'Indy, más clásico que Debussy, Gabriel Fauré es el maestro por excelencia de la música francesa, el espejo perfecto de nuestro genio musical. Quizás cuando los músicos ingleses conozcan mejor su trabajo, esas palabras de Roger-Ducasse parecerán, ya no un elogio, sino algo que le correspondía».

## Música

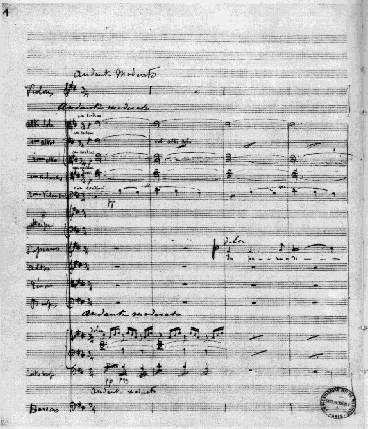
Manuscrito de una página de Réquiem

Aaron Copland escribió que si bien las obras de Fauré pueden dividirse en los tres períodos usuales —«tempranas», «medias» y «tardías»—, no existe una diferencia radical entre sus costumbres iniciales y las últimas, como es evidente con muchos otros compositores. Copland halló premoniciones del estilo final de Fauré inclusive en sus trabajos primerizos, así como trazos del Fauré inicial en los trabajos del Fauré anciano: «Los temas, las armonías, la forma, todo ha permanecido esencialmente igual, aunque en cada nueva obra se vuelven más frescos, más personales, más profundos». Cuando Fauré nació, Berlioz y Chopin seguían componiendo y este fue una de sus primeras influencias. En sus últimos años, Fauré desarrolló técnicas compositivas que prefiguraban la música atonal de Arnold Schönberg, y, más tarde, esbozado discretamente en las técnicas de jazz. Duchen escribe que sus primeras obras, como Cantique de Jean Racine, están en la tradición del Romanticismo francés del siglo XIX; sin embargo, las últimas son tan modernas como cualquiera de las obras de sus alumnos.
Entre las influencias de Fauré, particularmente en sus obras tempranas, están Mozart, Chopin y Schumann. Los autores de The Record Guide (1955), Edward Sackville-West y Desmond Shawe-Taylor, señalaron que el músico aprendió de la restricción y de la belleza de la superficie a partir de Mozart, de la libertad y las líneas melódicas largas al inspirarse en Chopin, y «en cuanto a Schumann, [aprendió] las repentinas felicidades en las que sus secciones de desarrollo abundan, y aquellas codas en las que los movimientos enteros se iluminan de forma parcialmente mágica». Su obra se basó en la comprensión profunda de las estructuras armónicas que obtuvo en la École Niedermeyer del sucesor de este último, Gustave Lefèvre. Lefèvre escribió el libro Traité d'harmonie (París, 1889), en donde establece una teoría armónica que difiere significativamente de la teoría clásica de Jean-Philippe Rameau, donde ya no prohíbe ciertos acordes como «disonantes». A través del empleo de leves disonancias sin resolver y efectos coloristas, se anticipó a las técnicas empleadas por compositores impresionistas.
En contraste con su estilo armónico y melódico, el cual iba más allá de lo estándar en su época, los motivos rítmicos de Fauré tendían a ser sutiles y repetitivos, con poco para romper el flujo de la línea, aunque utilizó síncopas discretas, similares a las halladas en las obras de Brahms. Copland se refería a él como «el Brahms de Francia». Jerry Dubins postuló en Fanfare Magazine en 2007 que Fauré es el «enlace perdido» entre Brahms y Debussy. Para Sackville-West y Shawe-Taylor, las últimas composiciones de Fauré no muestran el sencillo encanto de su música original: «La exquisita armonía romántica que siempre estuvo apoyada firmemente por una sola tonalidad, dio lugar luego a un estilo severamente monocromo, lleno de cambios enarmónicos, lo cual creó la impresión de varios centros tonales empleados de manera simultánea».
En tanto, para Teófilo Sanz Hernández, la estética musical de Fauré conserva un estilo alemán e italiano, puesto que sus más tempranas composiciones contienen influencias de Franz Schubert. Asimismo, explica el detalle de su preocupación por sus composiciones de canto que a menudo contenían temáticas poéticas ligadas al propio Romanticismo alemán, destacando «los colores, los perfumes y los sonidos». Con el paso del tiempo, su estilo musical se volvió extremadamente refinado, tratando de concebir un arte músico-poético. Este cambio lo distinguió su pupilo, Maurice Ravel: «Esta nueva manera se caracteriza claramente por la importancia que a partir de ese momento adquiere el elemento armónico en el lenguaje musical». Cada una de sus melodías reviven un estilo wagneriano en sí, reflejando en cada obra un tema de lo oculto y un mundo sombrío. Hacia una etapa más tardía, tanto las obras vocales como meramente musicales, estuvieron inspiradas en la poesía como un «figuralismo interpretativo», pero a la vez contradictorio, tomando como lugar «resoluciones poco habituales». Hacia una etapa más madura, entre 1906 y 1910, se cree que Fauré adoptó un estilo musical «místico», basado en un universo personal casi mágico, utilizando alteraciones de forma que la música comunicase sentimientos. Sanz argumenta que el arte melódico de Fauré es un misterio al considerar sus melodías como seductoras y audaces, así como apasionantes, consiguiendo «fundir la poesía y la partitura en algo inmaterial».

### Música vocal
Fauré está considerado como uno de los maestros de la música culta francesa conocida como mélodie. Desde la perspectiva de Copland, sus primeras composiciones las hizo bajo la influencia de Gounod y, con la excepción de algunas canciones como «Après un rêve» o «Au bord de l'eau», mostraban un pequeño indicio del artista que aparecería después en la figura de Fauré. Añadía que, en su opinión, a partir del segundo volumen con una recopilación de sesenta canciones se podía encontrar el primer ejemplo serio del «verdadero Fauré». Ponía como ejemplo «Les berceaux», «Les roses d'Ispahan» y en especial «Clair de lune», de las que decía eran «hermosas, tan perfectas que han llegado hasta América», para centrarse luego en otras melodías menos conocidas como «Le secret», «Nocturne» y «Les présents». Fauré también compuso algunos ciclos de canciones. El propio compositor describió a Cinq mélodies «de Venise», Op. 58 como una nueva especie de suite en cuanto al uso de temas musicales recurrentes a lo largo del ciclo. Para el ciclo posterior La bonne chanson, Op. 61 se usaron cinco temas como los anteriormente citados, según Fauré. El músico mencionó también que La bonne chanson era su composición más espontánea; Emma Bardac le cantaba de nuevo cada día material recién compuesto por él.
La obra Réquiem, Op. 48 no se compuso a la memoria de alguna persona en particular, sino «por el placer de hacerlo». Se interpretó por primera vez en 1888. Ha sido descrita como «una canción de cuna enfocada en la muerte» debido a su tono predominantemente apacible. Fauré omitió el Dies irae, aunque en la parte Libera me, del mismo Réquiem, se hace referencia al día del Juicio Final. En su obra, al igual que Verdi, Fauré añadió Libera me al texto litúrgico estándar. El músico revisó Réquiem con el paso de los años, y desde entonces se han interpretado diferentes versiones que van desde las primerizas, utilizadas para fuerzas pequeñas, hasta la última revisión con orquesta completa.
Las óperas de Fauré no han encontrado un sitio en el repertorio regular. Copland consideró que Pénélope era una obra fascinante y una de las mejores óperas escritas desde la época de Wagner. No obstante, percibió que la música es a grandes rasgos «distintivamente no teatral». Este material en particular utiliza motivos y los dos papeles principales requieren de voces que posean calidad heroica, aunque estas son las únicas características en las que Pénélope es wagneriana. En las últimas obras de Fauré, «se estira la tonalidad con dificultad, sin romperse». En las raras ocasiones en las que se ha representado la pieza, las opiniones críticas por lo general han alabado la calidad de la partitura, pero difieren en cuanto a la efectividad dramática de la obra. Cuando se presentó la ópera por primera vez en Londres en 1970, en una producción de la Royal Academy of Music, Peter Heyworth escribió, «una partitura que ofrece grandes recompensas para un oído atento puede, no obstante, no contribuir a deshelar el teatro... La mayoría de la música tiene también que ser teatralmente efectiva». Sin embargo, después de la producción de 2006 en el Wexford Festival, Ian Fox escribió, «Penélope de Fauré es una verdadera rareza, y, a pesar de que anticipó una música deliciosa, es una sorpresa lo seguro que estaba el compositor con su toque teatral».

### Obras para piano

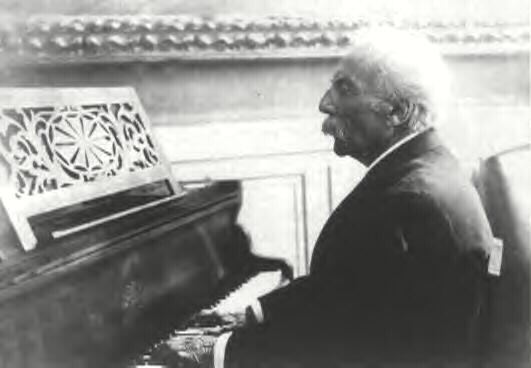
Fauré al piano

Los grandes conjuntos de obras para piano de Fauré consisten en trece nocturnos, trece barcarolas, seis impromptus y cuatro valses-caprichos. Compuso este conjunto de obras a lo largo de su carrera musical y muestran el cambio en su estilo desde una tranquila juventud sin complicaciones hasta un final enigmático, incluso a veces de fiera introspección, a través de un periodo turbulento en sus años medios. Sus otras obras para piano destacadas, incluyendo obras cortas o colecciones compuestas o publicadas como un conjunto, fueron Romances sans paroles, Balada en fa♯ mayor, Mazurca en si♭ mayor, Thème et variations en do♯ mayor y Huit pièces brèves. Para piano a cuatro manos, Fauré compuso la suite Dolly, entre 1894 y 1897 y se la dedicó a Hélène, hija de Emma Bardac, y, junto con su amigo y posterior alumno André Messager, una exuberante parodia de Wagner en la suite corta Souvenirs de Bayreuth.
Sus obras para piano por lo general utilizan figuras arpegiadas, con la melodía intercalada entre las dos manos, e incluyen sustituciones de dedos naturales para organistas. Estos aspectos las volvieron muy complejas para algunos pianistas e incluso un virtuoso como Liszt consideró que era difícil interpretar la música de piano creada por Fauré. Las primeras obras para piano están claramente inspiradas en Frédéric Chopin. Una influencia aún mayor fue Robert Schumann, ya que a Fauré le gustaba su música de piano más que ninguna otra. Según la opinión de Copland, con el sexto nocturno, Fauré se desvió de la sombra de cualquier otro predecesor. El pianista Alfred Cortot consideró: «Hay sólo unas pocas páginas en toda la música comparables a esas». El crítico Bryce Morrison afirmó que los pianistas optaban con frecuencia por tocar las obras tempranas para piano, como el Impromptu n.º 2, en vez de interpretar las últimas que expresan «tal pasión y soledad escondidas, así como tal alternación entre la ira y la resignación», que los oyentes se sienten inquietos. En sus obras para piano, Fauré rechazó el virtuosismo con tal de incorporar la lucidez clásica de las composiciones francesas. A Fauré no le impresionaba en absoluto la exhibición pianística, y observó al respecto de los virtuosos del teclado que «cuanto más célebres son, peor tocan mis obras».

### Música de cámara y de orquesta
La orquesta no interesó a Fauré en gran medida, puesto que frecuentemente invitaba a algunos de sus antiguos alumnos, tales como Jean Roger-Ducasse o Charles Koechlin, a orquestar sus conciertos y obras teatrales. Su estilo orquestal en general refleja una actitud estética definida. No se sentía atraído por la combinación llamativa de timbres, que creía que eran muy a menudo una forma de autoindulgencia y un disfraz para la falta de ideas. En palabras de Nectoux: «La idea de timbre no fue un determinante en el pensamiento musical de Fauré». Sus mejores obras orquestales son las suites Masques et bergamasques —basadas en música para entretenimiento teatral o divertissement comique—, y la música incidental para Pelléas et Mélisande.
En cuanto a su repertorio musical de cámara, sus dos cuartetos de piano, particularmente el primero, se encuentran entre las más conocidas obras de Fauré. Sus otras obras de cámara incluyen dos quintetos de piano, dos sonatas de violonchelo, dos sonatas de violín, un trío con piano y un cuarteto de cuerda. Copland —que escribió en 1924, antes de que el cuarteto de cuerda fuese terminado— calificó el segundo quinteto como la obra maestra de Fauré: «[...] una fuente pura de espiritualidad [...] muy clásica, lo más alejada posible del temperamento romántico». Otros críticos han adoptado una perspectiva menos favorable: «El incesante flujo y el restringido esquema de color del último estilo de Fauré, como se ejemplifica en este quinteto, requiere un manejo cuidadoso para no volverse tedioso». La última obra de Fauré, el Cuarteto de cuerdas, se ha descrito como una meditación íntima sobre las últimas cosas y una «obra extraordinaria según cualquier estándar, etéreo y espiritual, con temas que parecen constantemente estar dirigidos al cielo».

### Grabaciones

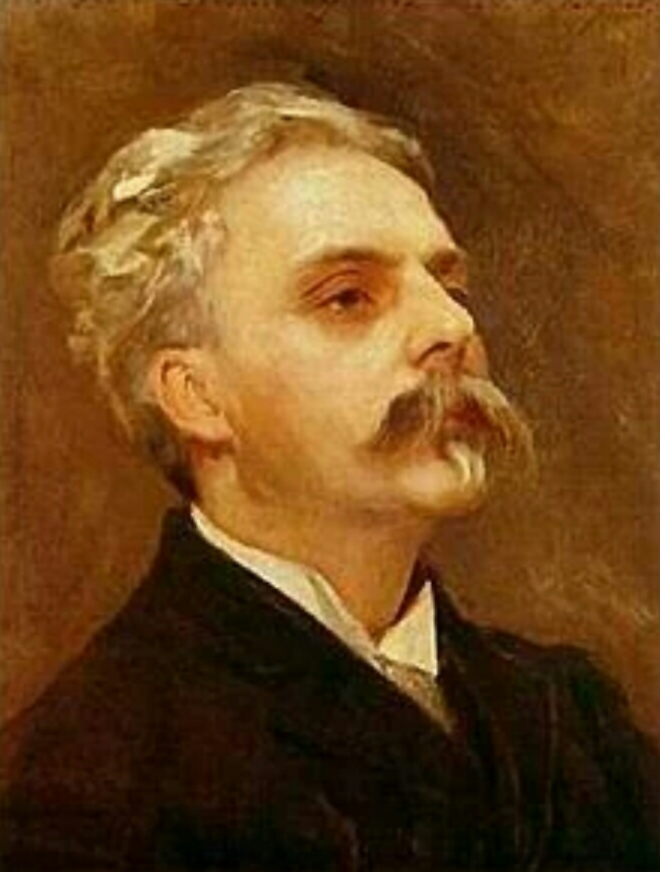
Gabriel Fauré (c. 1889) retratado por John Singer Sargent. Cité de la musique

Fauré realizó rollos de piano de su propia música para distintas compañías entre 1905 y 1913. En los años 1920, se grabaron algunas de las canciones más populares de Fauré, entre las que destacan «Après un rêve» cantada por Olga Haley, y «Automne» y «Clair de lune» interpretadas por Ninon Vallin. En 1930, artistas de renombre, tales como Georges Thill —«En prière»— y Jacques Thibaud y Alfred Cortot —«Sonata de violín n.º 1» y «Berceuse»—, grabaron piezas de Fauré. Algunas de las orquestaciones musicales para Pelléas et Mélisande se grabaron en 1938.
Hacia la década de 1940, hubo una mayor cantidad de obras de Fauré en los catálogos musicales. Una encuesta realizada en diciembre de 1945 por John Culshaw, listó grabaciones de obras para piano interpretadas por Kathleen Long (incluyendo el Nocturno n.º 6, Barcarola n.º 2, el Thème et Variations, Op. 73, y la Balada Op. 19 en su versión orquestal dirigida por Boyd Neel), el Réquiem dirigido por Ernest Bourmauck, y siete canciones interpretadas por Maggie Teyte. La música de Fauré comenzó a aparecer con más frecuencia en las publicaciones de las compañías discográficas hacia la década de los años 1950. The Record Guide, en 1955, listó el Cuarteto de piano n.º 1, el Quinteto de piano n.º 2, el Cuarteto de cuerdas, ambas Sonatas de violín, la Sonata para violonchelo n.º 2, dos nuevas grabaciones del Réquiem y el ciclo completo de canciones para La bonne chanson y La chanson d'Ève.
En la época de los LP y, en particular, del CD, las compañías discográficas forjaron un catálogo sustancial de la música de Fauré, interpretada por músicos franceses y extranjeros. Algunas de sus obras orquestales más importantes han sido grabadas bajo la dirección de Michel Plasson (1981) y Yan Pascal Tortelier (1996). Las principales obras de cámara del músico han sido interpretadas por Ysaÿe Quartet, Domus, Paul Tortelier, Arthur Grumiaux, y Joshua Bell. A su vez las obras de piano han sido grabadas por Kathryn Stott (1995), y Paul Crossley (1984-85), con conjuntos importantes de las principales obras para piano de Jean-Philippe Collard (1982-84), Pascal Rogé (1990) y Kun-Woo Paik (2002). Las canciones de Fauré han sido grabadas para CD, incluyendo una colección completa (2005), dirigida por el acompañante Graham Johnson, con los solistas Jean-Paul Fouchécourt, Felicity Lott, John Mark Ainsley y Jennifer Smith, junto a otros. El Réquiem y las obras corales más cortas también han sido bien representadas en formato de disco compacto. Pénélope fue grabada en dos ocasiones, con el elenco encabezado por Régine Crespin en 1956, y Jessye Norman en 1981, dirigido por Désiré-Émile Inghelbrecht y Charles Dutoit, respectivamente. Prométhée es de las pocas obras que no han sido grabadas en su totalidad, pero la mayoría de los extractos se grabaron bajo la dirección de Roger Norrington (1980).

### Crítica moderna
En un artículo sobre Fauré publicado en 2001 en el Baker's Biographical Dictionary of Musicians, se detalla lo siguiente:

El valor de Fauré como compositor no ha disminuido con el paso del tiempo. Desarrolló un completo idioma musical propio; con sutil y delicada aplicación de viejos métodos, evocó el aura del arte fresco y eterno; con el irresoluto uso de disonancias leves y efectos colorísticos especiales, se anticipó a los procedimientos del Impresionismo; en sus obras de piano, evitaba el virtuosismo en favor de la lucidez clásica de los maestros franceses del clavecín; la línea melódica de sus temas, articulada con precisión, se encuentra entre la tradición más fina de la música vocal francesa. Su gran Réquiem y su Élégie para violonchelo y piano han entrado en el repertorio general.

El biógrafo de Fauré, Nectoux, escribe en el Grove Dictionary of Music and Musicians que Fauré es ampliamente considerado como el más grande maestro de la canción francesa y cataloga a sus canciones y sus obras de cámara como «las contribuciones más descomunales de Fauré a la música». El crítico Robert Orledge escribió también: «Su genialidad fue la síntesis: reconcilió elementos opuestos tales como modalidad y tonalidad, angustia y severidad, seducción y fuerza dentro de un estilo no ecléctico, tal y como sucede en la suite de Pelléas et Mélisande, su obra maestra sinfónica. La calidad de constante renovación dentro de su aparente rango limitado [...] es una faceta extraordinaria de su genialidad y la reserva, ese estilo elíptico de su Cuarteto de cuerda singular sugiere que su intenso estilo de autodisciplina aún estaba desarrollándose al momento de su muerte».